# Erycibe malaccensis
Erycibe malaccensis är en vindeväxtart som beskrevs av Charles Baron Clarke. Erycibe malaccensis ingår i släktet Erycibe och familjen vindeväxter. Inga underarter finns listade i Catalogue of Life.